# Panorpa tecta
Panorpa tecta är en näbbsländeart som beskrevs av George W. Byers 2002. Panorpa tecta ingår i släktet Panorpa och familjen skorpionsländor. Inga underarter finns listade i Catalogue of Life.